# Amoroto
Amoroto es una anteiglesia y municipio de la provincia de Vizcaya, en la comunidad autónoma del País Vasco, España. Se sitúa en la comarca de Lea Artibai, cuenta con 425 habitantes (INE 2017) y una superficie es de 13,40 km². Perteneció a la merindad de Busturia y tuvo el nombre de Amoredo. En la actualidad pertenece a la Mancomunidad de Lea Artibai junto a los municipios de Arbácegui y Guerricaiz, Aulestia, Guizaburuaga, Mendeja, Ispáster y Lequeitio.

## Geografía
Situado en la parte norte de la comarca del Lea Artibai y la cuenca del río Lea Amoroto es un municipio eminentemente rural. Su núcleo urbano principal, el barrio de Elexalde, donde se encuentra la iglesia de santa Bárbara y el ayuntamiento, se ubica en lo alto de una pequeña colina. El resto del hábitat es disperso por el término municipal, consta de cuatro barrios.
Amoroto limita con los siguientes municipios, al norte con Mendeja y Guizaburuaga; al sur Aulestia; al este con Marquina-Jeméin y al oeste con Guizaburuaga.
Amoroto está constituido por cuatro barrios; Elexalde, Odiaga, Ugaran y Urrutia. El núcleo principal es el de Elexalde (donde residen poco más que el 50% de los vecinos censados), que como el propio nombre indica es donde está ubicada la iglesia parroquial de San Martín. En los otros tres barrios se reparte, aproximadamente en una proporción similar entre ellos.
El declive poblacional es claro y continuado. De los 716 habitantes que tenía en el año 1900 ha pasado a 366 en 1999.
Como el resto de la comarca la orografía de Amoroto es complicada. Montes de pequeña altura que rondan los 500 m de altitud rodean a la colina donde se ubica el barrio de Elixalde. Entre ellos se abren los pequeños y estrechos valles de los arroyos que corren hacia el norte, en busca del río Lea. 
El terreno es calizo con grandes masas de esta roca que se explota en canteras. La vegetación abundante en arbolado autóctono en el que abunda el roble y la encina atlántica y las especies destinadas a la explotación forestal como el pino insignis.
El río Lea recorre la parte norte el término municipal, pasando por Oleta (barrio de Urgaran). Hay diferentes arroyos afluentes del Lea que discurren por tierras de Amoroto, aunque ninguno de ellos por su núcleo principal, estos son Castillo, Izalxu, Bellestegui y Babolina.

## Historia
Como en el caso de todas la anteiglesias de Vizcaya los orígenes de Amoroto se pierden en el tiempo y se funden con los propios de la Tierra Llana del Señorío.
Testimonio de la presencia humana en estas tierras en tiempos prehistóricos son los restos hallados en los yacimientos de la cueva de Abitaga (Magdaleniense). Se han encontrado rastros de presencia humana en Amoroto desde la Edad de Piedra: En la cueva de Pepetxo y en la de Abillaga han aparecido herramientas de sílex y de metal; además, en la cueva de las Errekas se han hallado restos de oso de las cavernas y humanos no datados.
Se supone que no hubo grandes cambios en el hábitat de los pobladores al quedar estas tierras alejadas y aisladas de las influencias externas. Aun cuando los conquistadores romanos establecían sus puertos, fábricas de salazón y ciudades en diversos puntos de la costa, de la que no dista mucho, no se han encontrado restos que hagan suponer que influyeran en el territorio que actualmente es del municipio. Al parecer la población histórica de Amoroto se estableció en los siglos X y XI. 
Las primeras noticias históricas de Amoroto se datan del año 1325 en las que Amoroto era una extensión de a Basílica de Nuestra Señora de la Asunción de Lequeitio, a la que estaba obligada a pagar diezmo (un tercio del conseguido) y tenía parroquia propia.
En la Edad Media se produjo una bonanza económica que llevó a un crecimiento de su población. Este hecho indujo a los vecinos del entonces Amoredo a pedir la desanexión de Lequeitio. En 1454 se realiza la petición al Papa para disociarse de la iglesia de Santa María de Lequeitio. En 1468, el rey Enrique IV de Castilla denegó esta petición. Negación que no fue aceptada por los de Amoroto que empezaron a actuar por su cuenta. Actitud que les llevó a la excomunión en 1460. Nueve años más tarde, en 1469 se estableció una concordia, pero el juez volvió a fallar a favor de Lequeitio. Finalmente, en 1519, una bula del papa León X otorgó la independencia a las parroquias de Amoroto y Guizaburuaga, concediéndoles derecho a pila bautismal y presbíteros. En Amoroto se fundó el eremitorio de San Martín que sería renovado y modificado a finales del siglo XVIII y se le concedió disponer de dos sacerdotes.
Antes de que el papa dispusiera la desanexión nombraron a Amoroto Real anteiglesia subordinada de Adán Yarza, la cual debía pagar al reino de Castilla 18.000 maravedíes.
La sociedad de aquellos momentos era feudal, en la que dominaban las familias de linaje que se mantenían mediante los cobros que realizaban a los campesinos, las ganancias del monte y los diezmos que se debían pagar a la iglesia. En Amoroto la familia dominante era la de Adán Yarza.
En el siglo XVIII se dio un renacimiento económico que llevó a la renovación casi en su totalidad de las construcciones del edificio, tanto privadas como públicas, cambiando las viejas construcciones de madera por otras de mampostería. Fue en ese proceso donde el viejo templo gótico cambió a neoclásico.
En 2004 el programa de humor Vaya Semanita de la televisión pública vasca (Euskal Telebista, ETB) comenzó a hacer durante una temporada numerosos chistes a cuenta de esta localidad, como arquetipo de pequeño pueblo vasco, lo que contribuyó a popularizar Amoroto en todo el País Vasco.

## Demografía
Amoroto cuenta con una población de 394 habitantes (INE 2024).
| Gráfica de evolución demográfica de Amoroto entre 1842 y 2021                                                       |
| |
| Población de derecho según los censos de población del INE Población de hecho según los censos de población del INE |

### Transporte y comunicaciones
Aunque su término municipal está atravesado por las carreteras secundarias que recorren la comarca - la BI-3447 que une Aulestia con Lequeitio y la BI-2405 que une Lequeitio con la BI-633 Durango–Ondárroa- el núcleo urbano, el barrio de Elexalde están separados de la carretera principal, la BI-2405, y se une a ésta por la BI-4406.
Las comunicaciones en la comarca son escasas y el único medio público de transporte es el autobús que recorre la misma uniéndola con Durango y Bilbao, la capital de la provincia.

## Economía
La economía de Amoroto está basada en el sector primario, en la agricultura (produce, maíz, alubias y otros productos de la huerta así como en la explotación forestal y ganadería de vacuno. Tiene canteras de piedra caliza.
El sector primario está centrado en las explotaciones ganaderas y agrícolas de los baserris (caseríos) que se han mantenido pero alternando con el trabajo en la industria. Es importante la explotación forestal centrada en las plantaciones de pino insignis que hay en los montes del municipio.
El sector secundario centrado en las industrias que se instalaron en los pueblos de la comarca ha tenido un claro desarrollo en la última década del siglo XX. La metalurgia tiene importancia y es relevante la química centrada en la construcción de tubos y manguitos de caucho. Algunas de estas empresas están asentadas en el municipio en los polígonos a orillas del Lea. 
El sector servicios es escaso, limitándose al transporte y a la restauración, con algunos restaurantes de calidad y algún establecimiento de turismo rural.

## Administración y política
| Partido político                                              | 2023 | 2023  | 2023       | 2019 | 2019  | 2019       | 2015  | 2015  | 2015       | 2011  | 2011  | 2011       | 2007  | 2007  | 2007       |
| Partido político                                              | %    | Votos | Concejales | %    | Votos | Concejales | %     | Votos | Concejales | %     | Votos | Concejales | %     | Votos | Concejales |
| Herriko Kandidatura (HK)                                      | 100  | 207   | 7          | 100  | 238   | 7          | 99,11 | 222   | 7          | 99,13 | 229   | 7          | 99,11 | 223   | 7          |
| Partido Popular del País Vasco (PP)                           | –    | –     | –          | –    | –     | –          | –     | –     | –          | 0,00  | 0     | 0          | 0,00  | 0     | 0          |
| Partido Socialista de Euskadi-Euskadiko Ezkerra (PSE-EE PSOE) | –    | –     | –          | –    | –     | –          | –     | –     | –          | –     | –     | –          | 0,00  | 0     | 0          |

## Símbolos
- El escudo es de campo partido. En el primer campo de plata con una carraca de sinople. En el segundo campo de gules una cruz procesional, un báculo episcopal de oro situados en sotuer. Sobre ellos una mitra de oro.
- La bandera es de color púrpura y lleva por un lado el escudo de Vizcaya y por otro el de la anteiglesia.

## Cultura

### Patrimonio
- Parroquia de San Martín, de estilo gótico-renacentista en origen sufrió una gran reforma en el siglo XVIII que lo convirtió en un templo neoclásico construido con columnas.
- Ermita de san Miguel, de estilo popular se halla en el barrio de Elixalde. Tiene varios motivos de piedra.
- Ermita de Santa Bárbara, simple construcción popular en honor a Santa Bárbara situada en el monte del mismo nombre.
- Caserío Idarreta, de estilo barroco con planta rectangular fue construido en el año 1754. Tiene un pórtico de doble arco con columna en el cetro y un conjunto escultural.

#### Yacimientos prehistóricos
En 1882 se descubrieron restos prehistóricos en la cueva de Armiña (entonces llamada de las Errekas), lo hizo un equipo encabezado por el geólogo Ramón Adán de Iarza. Desde entonces se han realizado diferentes hallazgos:
- Cueva de Abitaga, José Miguel de Barandiarán, en 1964 encontró en ella restos humanos y objetos elaborados a mano. El yacimiento es de la época Magdaleniense.
- Cueva de Abita, la estudiaron el año 1929 los arqueólogos Aranzadi, Eguren y Barandiaran. Fue utilizada en la segunda guerra carlista y en ella vive una especie de murciélago en peligro de extinción.

### Fiestas
En Amoroto se celebran varias fiestas, las principales son en honor de San Martín y se realizan el 4 de julio.
El 29 de septiembre se celebran fiestas en honor de San Miguel en su ermita. Se hace una romería.
En el barrio de Oleta (Urgaran) se celebra el Día de Pascua, 40 días a partir de Semana Santa.
Y en la ermita de Santa Bárbara se celebra la fiesta el 4 de diciembre.